# Hossein Alizadeh

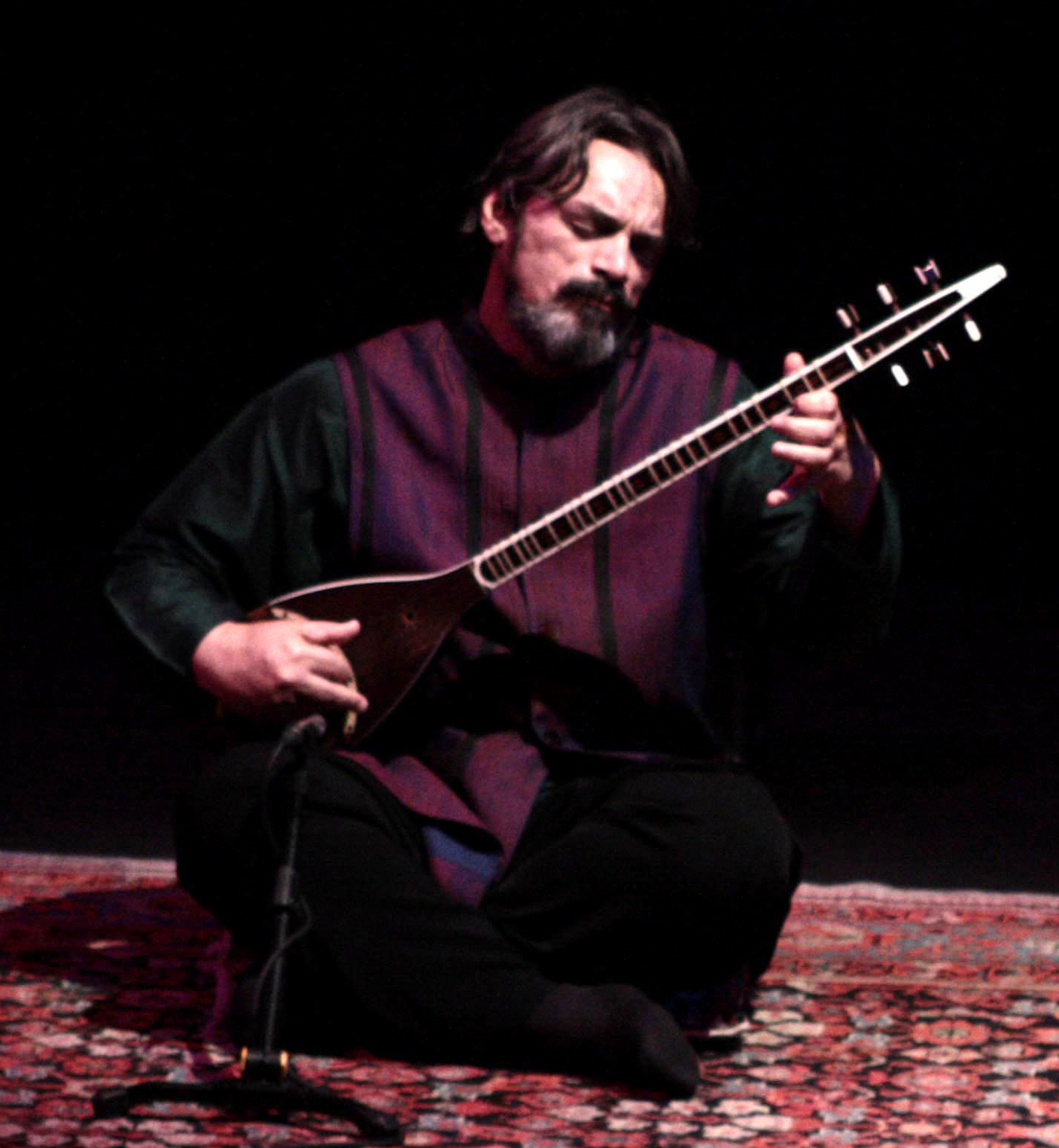
Hossein Alīzādeh in Mailand (2010)

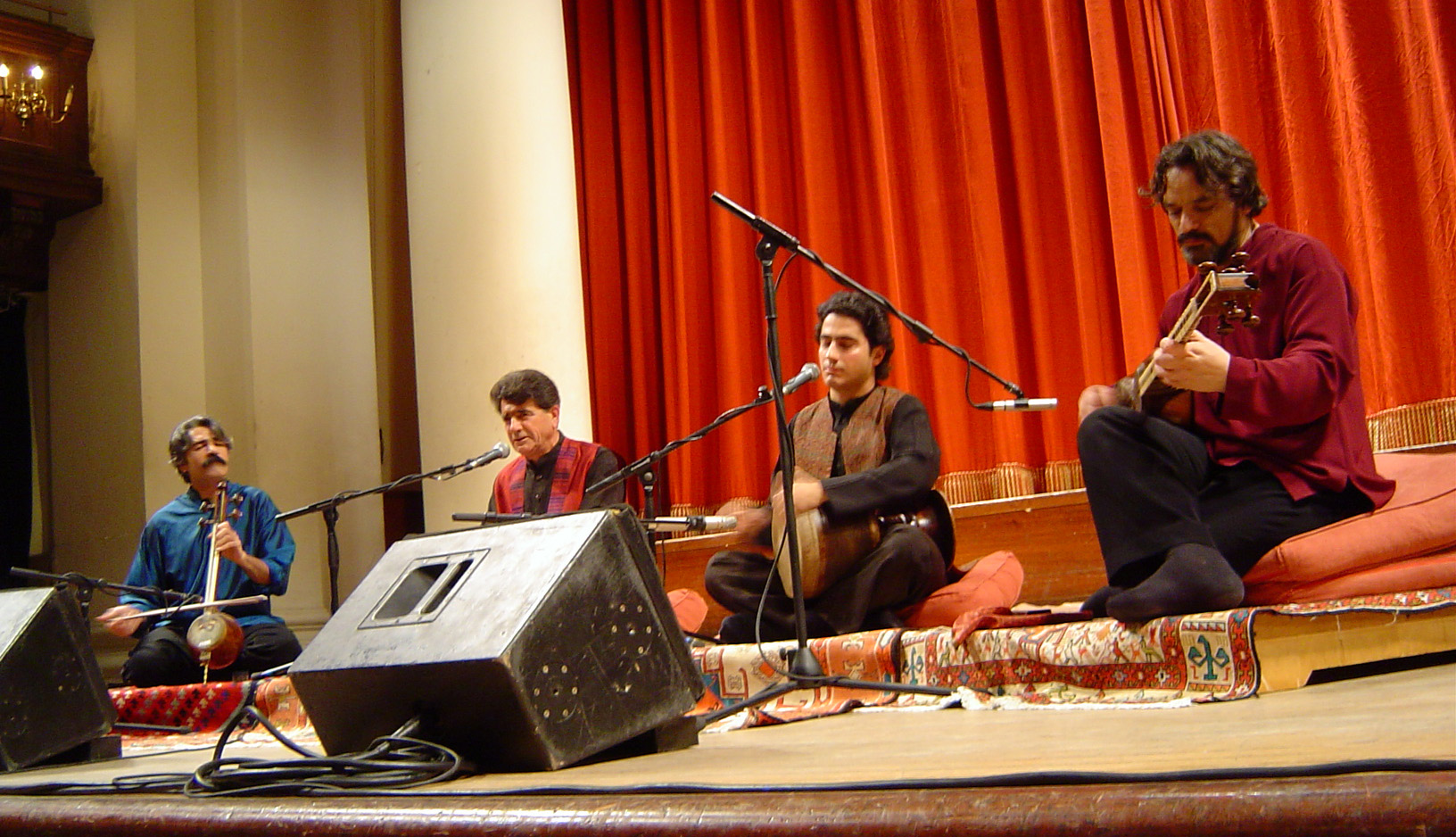
Alizadeh in einem Konzert in London

Hossein Alizadeh (anhörenⓘ; persisch حسین علیزاده, DMG Ḥoseyn-e ʿAlīzāde; * 24. August 1951 in Teheran) gilt als einer der angesehensten iranischen Komponisten, Radif-Bewahrer, Forscher und Lehrer sowie als exzellenter Tar- und Setar-Spieler. Von vielen wird er als Ostad (Meister) der persischen Musik bezeichnet. Bei Kritikern gilt er als einer der einflussreichsten Künstler seiner Generation.
Er machte viele Aufnahmen mit berühmten Künstlern wie Mohammad-Resa Schadscharian, Nazeri, Chaladsch und Gasparjan.

## Leben
Alizadeh machte 1975 seinen Abschluss am Konservatorium und begann an der Fakultät der Schönen Künste der Universität von Teheran Komposition und Persische Musik zu studieren. Später setzte er seine Ausbildung an der damaligen Hochschule der Künste Berlin in Komposition und Musikwissenschaften fort. Er studierte mit verschiedenen Meistern der traditionellen persischen Musik, wie Houshang Zarif, Ali Akbar Shahnazi, Nur-Ali Borumand, Mahmoud Karimi, Abdollah Davami, Yusef Forutan und Sa'id Hormozi. Von ihnen erlernte er den Radif der persischen Musik.
Er spielt Tar und Setar und hat die Sallāneh und Šūr-angīz aus der antiken persischen Laute Barbat rekonstruiert.
Sein 1983 in Teheran geborener Sohn Saba Alizadeh ist auch Musiker und kombiniert traditionelle persische mit zeitgenössischer elektronischer Musik.
Zu Alizadehs Schülern gehört die in Kalifornien lebende Tar- und Setarvirtuosin Sahba Motallebi (* 1977).

## Auszeichnungen
2007 wurde er gemeinsam mit dem armenischen Musiker Djivan Gasparyan für deren Album The Endless Vision für den Grammy Award nominiert. 2008 wurde er zum herausragendsten Musiker des Jahres gewählt.

## Erfindungen
- Sallāneh und Šūr-Angīz: Zwei neue Musikinstrumente abgeleitet von der antiken persischen Laute Barbat.
- Dād-o Bidād: Ein Klein-Maqām (Āwāz) in der persischen Musik, der durch die Kombination der Guschehs „Dād“ aus dem Dastgāh Māhūr und „Bidād“ aus dem Dastgāh Homāyūn entstand.

## Schriften (Auswahl)
- Setâr Teaching Methodology. An Elementary Course. (دستور سه تار), Mahoor Institute of Culture and Art, (1998) 8. Auflage. Teheran 2007, ISBN 964-6409-33-4.
- Târ & Setâr Teaching Method. An Intermediate Course. (دستور تار  و سه تار), Mahoor Institute of Culture and Art, 2. Auflage. Teheran 2003, ISBN 964-6409-70-9.

## Diskografie (Auswahl)
| - Ode to Flowers (Ode an die Blumen) 2007 H Alizadeh: Schūrangīs A Rassai: Vocals M Khaladj: Tombak & Daf A Boustan: Setar P Akhavas: Vocals N Alizadeh: Robab S Alizadeh: Kamantsche cdbaby.com - Endless Vision (Endlose Vision) 2006 Hossein Alizadeh: Schūrangīs Djivan Gasparyan:Duduk World Village Music - Faryād (Der Schrei) 2005 Mohammad-Resa Schadscharian: Vocals Hossein Alizadeh: Tar Keyhan Kalhor: Kamantsche H Shajarian: Vocals & Tombak World Village Music - Sallāneh 2003 Hossein Alizadeh: Sallaneh Mahoor Institute (Memento vom 27. September 2007 im Internet Archive) | - Bi To Be Sar Nemischavad (Ohne Dich geht es nicht) 2002 Mohammad-Resa Schadscharian: Vocals Hossein Alizadeh: Tar Keyhan Kalhor: Kamantsche H Shajarian: Vocals & Tombak World Village Music - Iran: Meister der Improvisation 2000 Hossein Alizadeh: Tar Madjid Khaladj: Tombak Buda Records - Semestān ast (Es ist Winter) 2000 Mehdi Akhavan Sales: Gedichte Mohammad-Resa Schadscharian: Vocals Hossein Alizadeh: Tar Keyhan Kalhor: Kamantsche H Shajarian: Vocals & Tombak Soroush Co. (Memento vom 9. September 2006 im Internet Archive) - Rās-e Nou (Das neue Geheimnis) 1999 Hossein Alizadeh: Komponist, Tar, Tanbur Mohsen Keramati, Afsaneh Rasayi, Homa Niknam, Ali Samadpour: Vocals Daryush Zargari: Tombak Mahoor Institute (Memento vom 17. Mai 2006 im Internet Archive) | - Pariā, Qesseh-ye Dochtarā-ye Nān-e Daryā (Pariā, das Märchen von den Töchtern des Meeres) - Sobhgahi Hossein Alizadeh: Komponist Mohsen Karamati: Vocals Mahoor Institute (Memento vom 27. September 2007 im Internet Archive) - Nou Bang-e Kohan (Ein neuer Urknall) Mahoor Institute (Memento vom 17. Mai 2006 im Internet Archive) - Āvā-ye Mehr (Das Lied vom Mitgefühl) 1991 Hossein Alizadeh: Composer Orchestra of Indigenous Instruments of Iran - Schūrangīs (Ungestüm) 1988 Hossein Alizadeh: Komponist Sheyda and Aref Ensemble Shahram Nazeri: Vocals Mahoor Institute (Memento vom 27. September 2007 im Internet Archive) - Rās-o-Niās 1986 Hossein Alizadeh: Komponist Sheyda and Aref Ensemble Alireza Eftekhari: Vocals Mahoor Institute (Memento vom 27. September 2007 im Internet Archive) - Der Turkmene 1986 Hossein Alizadeh: Setar Mahoor Institute (Memento vom 21. Dezember 2006 im Internet Archive) - Traum 1986 | - NeyNava 1983 - Osyān (Revolte) 1983 - Hesār (Tausend) 1977 - Hamnavāyi Hossein Alizadeh: Tar Arshad Tahmasbi: Tar Dariush Zargari: Tombak Mahoor Institute (Memento vom 27. September 2007 im Internet Archive) - Savārān-e Dascht-e Omīd (Reiter in der Wüste der Hoffnung) 1977 - Tschāhārgāh & Beyāt-e Tork (Türkische Melodien) Hossein Alizadeh: Tar, Setar Hossein Omumi: Ney, Vocals M Ghavihelm: Tombak Mahoor Institute (Memento vom 27. September 2007 im Internet Archive) - Peykubī Hossein Alizadeh: Setar Daryush Zargari: Tombak Mahoor Institute (Memento vom 27. September 2007 im Internet Archive) - Navā 1976 Hossein Alizadeh: Tar Majid Khalaj: Tombak Mahoor Institute (Memento vom 27. September 2007 im Internet Archive) - Homāyūn Hossein Alizadeh: Setar Majid Khalaj: Tombak Mahoor Institute (Memento vom 27. September 2007 im Internet Archive) |

## Filmmusik
- Half Moon, 2006.
- Schildkröten können fliegen, 2004.
- Abjad („Erster Brief“), 2003, von Abolfazl Jalili.
- Zamān-ī barāye mastī-ye asb-hā („Zeit der trunkenen Pferde“), 2000.
- Dochtarān-e Chorschīd („Töchter der Sonne“) von Maryam Shahriyâ, 2000.
- Gabbeh, 1995.
- Del-schodegān („Die Liebestrunkenen“) von  Ali Hatami, 1992.
- Az a‘ṣār („Seit Menschengedenken“)